# Richard Lyon
Richard Lyon   (San Fernando, 7 de setembre de 1939 - Huntington Lake, 8 de juliol de 2019) fou un remer estatunidenc que va competir durant les dècades de 1960 i 1970.
El 1964 va prendre part en els Jocs Olímpics d'Estiu de Tòquio, on guanyà la medalla de bronze en la prova del quatre sense timoner del programa de rem. Formà equip amb Geoffrey Picard, Theodore Mittet i Ted Nash. Vuit anys més tard, als Jocs de Múnic, fou novè en la prova del dos sense timoner.
Estudià a la Universitat Stanford i posteriorment va treballar a la companyia Hewlett-Packard.